# Brownstown, Illinois
Brownstown är en ort i Fayette County i delstaten Illinois, USA.